# Pacatuba (Sergipe)
Pacatuba is een gemeente in de Braziliaanse deelstaat Sergipe. De gemeente telt 12.870 inwoners (schatting 2009).